# 2,2-Difenilpropano
2,2-Difenilpropano é o composto orgânico, com fórmula C16H15, apresentando massa molecular de 196,29, classificado com o número CAS 778-22-3, CBNumber CB3174524, MOL File 778-22-3.mol. Apresenta densidade de 0,992 g/mL a 25 °C, ponto de fusão de 26-28 °C, ponto de ebulição de 282 °C e ponto de fulgor superior a 230 °F.

SMILES: CC(C)(C1=CC=CC=C1)C2=CC=CC=C2